# Norman Krasna
Norman Krasna (Queens, 7 de novembro de 1909 - Los Angeles, 1 de novembro de 1984) foi roteirista, dramaturgo, produtor e cineasta estadunidense. Ele ganhou um Oscar de melhor roteiro original pelo filme Sua Alteza Quer Casar (1943). Krasna recebeu indicações ao Oscar por três outros roteiros - A Pequena Mais Rica do Mundo em 1934, Fúria de Fritz Lang em 1936 e O Diabo É a Mulher em 1941. 